# Chimarocephala elongata
Chimarocephala elongata är en insektsart som beskrevs av Rentz, D.C.F. 1977. Chimarocephala elongata ingår i släktet Chimarocephala och familjen gräshoppor. Inga underarter finns listade i Catalogue of Life.